# ماریو سیلوا
ماریو سیلوا (انگلیسی: Mário Silva؛ زادهٔ ۲۴ آوریل ۱۹۷۷) بازیکن سابق فوتبال اهل پرتغال است که در پست یک مدافع چپ بازی می‌کرد و در حال حاضر مربی فوتبال است.
وی همچنین در تیم‌های ملی فوتبال زیر ۱۵ سال پرتغال، زیر ۱۶ سال پرتغال، زیر ۱۷ سال پرتغال، زیر ۱۸ سال پرتغال، زیر ۲۰ سال پرتغال، زیر ۲۱ سال پرتغال، تیم ملی فوتبال پرتغال B و پرتغال بازی کرده‌است.